# Lazzaza
Lazzaza (arab. ‏لزّازة‎, hebr. ‏לזאזה‎) – dawna palestyńska wieś w dolinie Hula obok rzeki Hasbani, położona 27,5 km (17,09 mi) na północny zachód od Safedu. Opustoszała w czasie wojny izraelsko-arabskiej w 1948.

## Historia
Obszar ten został włączony do brytyjskiego mandatu Palestyny w 1922 roku. Pod rządami Brytyjczyków Lazzaza zyskała szkołę podstawową, do której w 1945 uczęszczało 26 uczniów. Mieszkańcy, głównie muzułmanie, korzystali z żyznej gleby wsi, a rolnictwo stało się podstawą lokalnej gospodarki. Głównie uprawiane były cebula, kukurydza i owoce, ale trzymano również ule i nieliczne zwierzęta. Niektórzy mieszkańcy Lazzazy łowili ryby w pobliskiej rzece Hasbani.
W urzędowych statystykach z 1945 Lazzaza policzona razem z pobliską osadą żydowską w Bet Hillel razem miała 330 mieszkańców; 230 było muzułmanami z Lazzaza, pozostałe 100 było Żydami z Bet Hillel.